# Син Сан Хун
Син Сан Хун (кор. 신상훈; род. 1 августа 1993, Сеул) — южнокорейский профессиональный хоккеист, нападающий, выступал за сборную Республики Корея.

## Биография
Дебютировал в профессиональном хоккее в сезоне 2009/10, выступал за команду «Джун Донг Хай» в высшей лиге Южной Кореи. В команде в общей сложности сыграл три сезона. Позднее выступал за хоккейную команду университета Ёнсе в студенческой лиге страны. Сезон 2013/14 провёл во второй лиге Финляндии, выступая за команду «Киекко-Вантаа». Всего в регулярном сезоне и в плей-офф провёл 51 матч, забросил 14 шайб и отдал 12 голевых передач. В 2014 году присоединился к команде «Анян Халла» из города Анян, участвующей в международной Азиатской хоккейной лиге. Всего за клуб провёл три полных сезона, сыграл 157 матчей, забросив 62 шайбы и отдав 68 голевых передач.
С 2017 по 2019 год вновь выступал в Корейской студенческой лиге за «Тэмён-санму». В сезоне 2019/20 вернулся в анянскую команду, в Азиатской лиге сыграл 39 матчей, в них он забросил 25 шайб в ворота соперников и 15 раз ассистировал партнёрам по команде при взятии ворот. В следующем году впервые попробовал свои силы в Северной Америке – выступая за команду «Атланта Гладиаторз» в хоккейной лиге Восточного побережья. В 35 матчах забил 14 голов и отдал 11 голевых передач. Сезон 2022/23 начал вновь в составе «Анян Халла», однако уже в сентябре 2022 года подписал новый контракт с командой из Дулута.
Выступал за юниорскую и молодёжную сборные команды Южной Кореи на первенствах планеты. В 2013 году дебютировал за основную национальную команду в первом дивизионе чемпионата мира. В 2018 году выступал в элитном дивизионе чемпионата мира по хоккею с шайбой, затем попал в заявку и на Олимпийские игры в Пхёнчхане. Отыграл 7 матчей на турнире, очков за результативность не набрал.